# San Antonio de Chaclla (distrito)
O Distrito peruano de San Antonio de Chaclla é um dos trinta e dois distritos que formam a Província de Huarochirí, situada no Departamento de Lima, pertencente a Região Lima, na zona central do Peru.

## Transporte
O distrito de San Antonio de Chaclla é servido pela seguinte rodovia:
- LM-114, que liga a cidade de Arahuay ao distrito de Chaclacayo
- LM-115, que liga o distrito à cidade de San Pedro de Casta
- LM-116, que liga o distrito de Ricardo Palma à cidade de Marcapomacocha (Região de Junín) [1][2][3]